# 厳廷柱
厳 廷柱（オム・ジョンジュ、朝鮮語: 엄정주/嚴廷柱、1920年4月28日 - 2000年4月8日）は、大韓民国の警察公務員、実業家、政治家。第6代韓国国会議員。
本貫は寧越厳氏。号は東泉（トンチョン、동천）。

## 経歴
日本統治時代の江原道寧越郡出身。日本大学経済学部卒。寧越警察署長（1949年6月12日〜1950年3月9日）、韓国鉱業振興株式会社副参事、シンシン薬品株式会社支配人、民主共和党江原第5地区党委員長・中央常任委員を歴任した。1963年の第6代総選挙では寧越・旌善選挙区より民主共和党所属で出馬して当選し、国会議員を1期務めた。以後、大韓鉱業振興公社副社長、韓国ブドウ堂社長、大韓民国憲政会書画委員長などを務めた。
2000年4月8日に持病によりソウル大病院で死去、享年81。寧越郡酒泉面新日里に功徳碑がある。